# Rolf Baehre

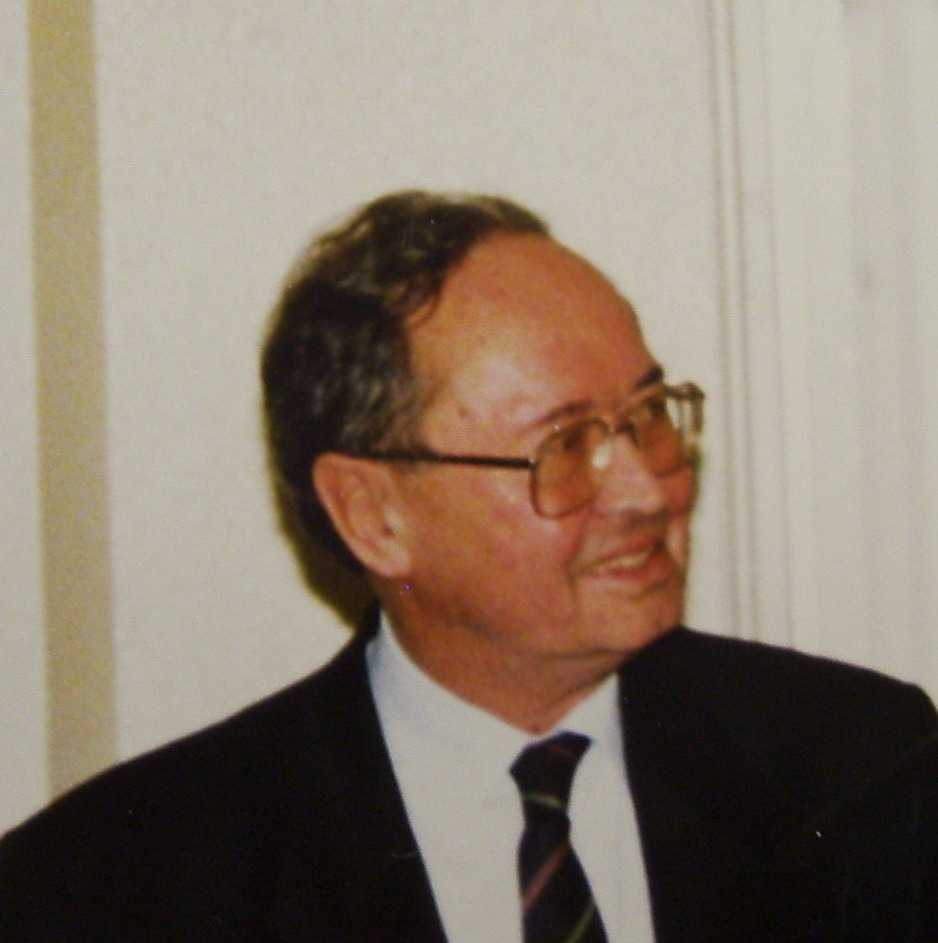
Rolf Baehre 1993

Rolf Baehre (* 28. Februar 1928 in Lehrte; † 31. Mai 2005 in Baden-Baden) war ein deutscher Bauingenieur und Professor für Stahlbau an der Universität Karlsruhe. Er wurde in Deutschland, England und Schweden vor allem für sein Engagement im Stahlleichtbau und Leichtmetallbau bekannt und trug wesentlich zur Weiterentwicklung der Technologien in diesem Sektor bei.

## Leben
Rolf Baehre verbrachte seine Jugend als Sohn des Bauunternehmers Karl Baehre in Lehrte und absolvierte eine handwerkliche Lehre mit abschließender Gesellenprüfung, bevor er von 1949 bis 1954 an der TH Hannover Bauingenieurwesen studierte. Nach dem Diplom ging er nach Schweden, wo er seit 1965 im Ingenieurbüro von Tekn.dr. Arne Johnson als Abteilungsleiter die Forschung und Entwicklung neuer Bauweisen steuerte. 1978 wurde er als Nachfolger von Otto Steinhardt an den Lehrstuhl für Stahl- und Leichtmetallbau der Universität Karlsruhe berufen.

## Beruflicher Werdegang
Bereits während der Tätigkeit im Stockholmer Ingenieurbüro forschte Rolf Baehre an der Königlichen Technischen Hochschule (KTH) in Stockholm. Er erwarb 1958 das Teknologie-Licentiat und promovierte 1968 zum Tekn.dr. mit einer Arbeit über Rechteckplatten unter Einzellastangriff und einer Arbeit über Theoretische und experimentelle Untersuchungen an elasto-plastischem Material. Hier ging es im Wesentlichen um die Anwendung der Fließgelenktheorie bei Aluminiumtragwerken. 1969 wurde Baehre Professor und 1971 schließlich ordentlicher Professor für Stahlbau an der KTH. Die Liste seiner Veröffentlichungen ist lang: er befasste sich mit Platten- und Scheibentragwirkungen, Hochbaukonstruktionen, Stahlleichtbau und Leichtmetallbauweisen in unterschiedlichster Ausprägung, Verbindungen im Leichtbau sowie die Schaffung von Grundlagen für die industrielle Erzeugung und baupraktische Anwendung von dünnwandigen Metallbauelementen. Als Leiter der Versuchsanstalt für Stahl, Holz und Steine der Universität Karlsruhe erhielt der Metallleichtbau jahrzehntelang vielfältige Anregungen sowohl im In- als auch im Ausland. Seine Verbundenheit mit der internationalen Leichtbaugemeinde wurde in der Ehrendoktorwürde, die ihm von der britischen Universität Salford im Jahre 1988 verliehen wurde, zum Ausdruck gebracht. Als Prüfingenieur für Baustatik für alle Fachrichtungen (Metallbau, Massivbau, Holzbau) war er von 1978 bis zum Erreichen der Altersgrenze mit Niederlassung in Pforzheim tätig und Mitglied des baden-württembergischen Anerkennungsausschusses für Prüfingenieure. Als Leiter der Versuchsanstalt für Stahl, Holz und Steine der Universität Karlsruhe arbeitete er mit Friedrich Mang zusammen. Aus dieser Zeit stammen zahlreiche wissenschaftliche Arbeiten, die für die Fachwelt von großer Bedeutung sind. Unter anderem wurden hier die experimentell-wissenschaftlichen Grundlagen für eine Reihe bekannter Bauwerke im neuen Berlin erarbeitet (z. B. Untersuchungen zu den gusseisernen Knoten der Humboldthafenbrücke / Mang).

## Gremien
Baehre erarbeitete die DASt-Richtlinie 016 zur Bemessung und konstruktiven Gestaltung von Tragwerken aus dünnwandigen kaltgeformten Bauteilen, war Vorsitzender des TC7 der Europäischen Konvention für Stahlbau, Mitglied des Deutschen Ausschusses für Stahlbau (DASt) sowie zahlreicher nationaler und internationaler Gremien. Unter seiner Führung wurde der Eurocode 3 Teil 1.3 für dünnwandige kaltgeformte Bauteile erarbeitet.

## Privates
Rolf Baehre war verheiratet und hatte drei Kinder aus erster Ehe. Er pflegte einen offenen und vertrauensvollen Umgang mit seinen Kollegen und Mitarbeitern. Er lebte und arbeitete gerne in Karlsruhe, weil, wie er zu sagen pflegte, dies mitten in Europa liegt.